# Ulnes Walton
Ulnes Walton is een civil parish in het bestuurlijke gebied Chorley, in het Engelse graafschap Lancashire met 2672 inwoners.